# Curlew (Washington)
Curlew es un área no incorporada ubicada en el condado de Ferry en el estado estadounidense de Washington.

## Geografía
Curlew se encuentra ubicado en las coordenadas 48°53′8″N 118°35′54″O / 48.88556, -118.59833.